# Tingjüan csatahajó
A Dingyuan vagy Ting Yuen toronypáncélos   egy a korhoz képest korszerű kínai csatahajó volt. Németországban építették testvérhajójával, a Zhenyuan csatahajóval együtt.

## Építése és története
1881-ben kezdte el az építését a Németországi Stettinben kínai megrendelésre a Stettiner AG Vulcan. Testvérhajóját egy évvel később építették. A Dingyuant 1882-ben bocsátották vízre és 1884-ben állították szolgálatba. A Testvérhajójával a legmodernebb kínai hajók közt szerepeltek. Mind a két hajót erős páncélzattal és modern Krupp ágyúkkal szerelték fel. 

### Az Első kínai-japán háború

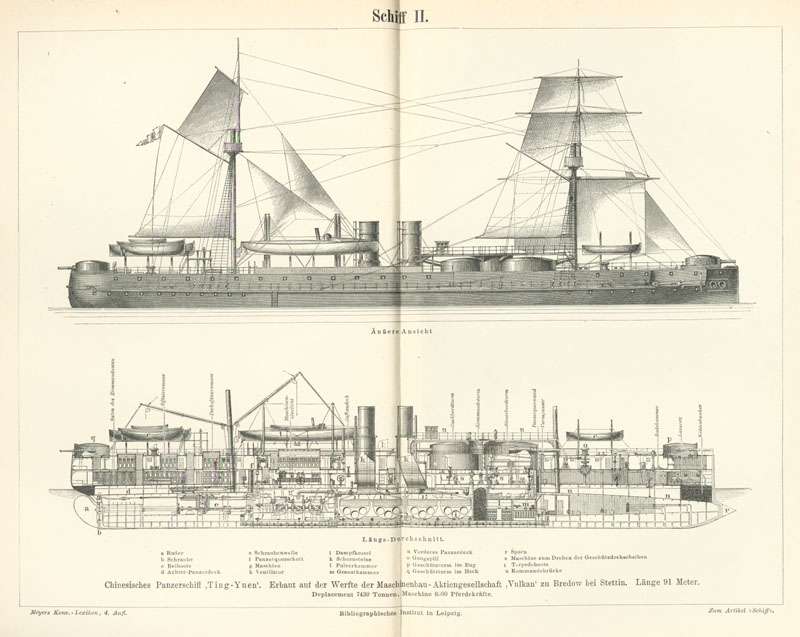
A Dingyuan alaprajza

Harci kipróbálására az 1894-95-ös Első kínai–japán háborúban kerülhetett sor. A háborúban a Beiyang Haditengerészet zászlóshajója volt.  Az 1884. szeptember 17-én vívott Sárga-tengeri csatában a kínai Ting Zsu-csang admirális vezette két toronypáncélos, három nagy cirkáló, hat kis cirkáló és két torpedóromboló ellen felállt japán hadiflotta parancsnoka, Itó Szukejuki admirális vezette két partipáncélos, egy páncélos cirkáló, hét normál cirkáló és két torpedónaszád. Bár a Kínai erőket tanácsokkal látta el több angol és német mérnöktiszt, a kínai legénység járatlan volt a nagy hadihajók kezelésében. A német gyártó szólt arról, hogy a csatahajó ágyúiból tilos közvetlenül előre tüzelni, mert a légnyomás súlyos károkat okozhat a parancsnoki hídban. A csata hevében erről a kínai matrózok azonban elfeledkeztek. Tüzet nyitottak nyílegyenesen előre a kínai alakzat vonalát éppen keresztező japán hajókra. Nem törődtek a tüzérek avval, hogy a csőtorkolattól pár méterre ott áll a vezetőség az ütközetet irányító tengernaggyal együtt. A lövés szinte a japánokban semmi kárt nem okozott, azonban Ting admirálist és a törzstisztjeit leterítette. Szinte az összes tiszt ott szörnyethalt, Ting admirális súlyosan megsebesült és nem tudta tovább irányítani a csatát. A hirtelen zűrzavarban az egyik japán lövedék eltalálta a főárbócot és az leszakadt, így jeleket sem tudtak leadni. A Beiyang flotta csúfos vereséget szenvedett. A kínai flotta 2 nagy és 3 kicsi cirkálót veszített. A két toronypáncélos, a Dingyuan és a Zhenyuan is elszenvedett több mint 120, illetve 200 gránáttalálatot. Ennek ellenére a két hajó harcképes maradt, mert az ellenséges hajók által kilőtt gránátoknak nem sikerült a két csatahajó páncélját átütnie. Japán oldalon csak egy parti páncélos hadihajó és egy ágyúnaszád sérült meg súlyosabban. A Dingyuant viszont utolérte a végzete. 1895. február 4-ről 5-re virradó éjjel japán torpedónaszádok támadtak rá a kínai hadihajókra, és az így kialakuló Weihaiwei csatában a japán torpedók elsüllyesztették a Dingyuant. Ding Ruchang admirális a vereség miatt öngyilkos lett, egyik beosztottja úgyszintén. Több évvel a háború után megépítették a hajó másolatát, ami ma múzeumként szolgál.